# Bahnstrecke Großenhain–Priestewitz
| Ausschnitt der Streckenkarte Sachsen (1902) |                        |                                        |                                        |
| Streckennummer: | 6252; sä. GP           |                                        |                                        |
| Kursbuchstrecke (DB): | 208                    |                                        |                                        |
| Kursbuchstrecke: | 154 (1934) 177d (1946) |                                        |                                        |
| Streckenlänge: | 5,034 km               |                                        |                                        |
| Spurweite: | 1435 mm (Normalspur)   |                                        |                                        |
| Streckenklasse: | D4                     |                                        |                                        |
| Stromsystem: | 15 kV 16,7 Hz ~        |                                        |                                        |
| Maximale Neigung: | 10 ‰                   |                                        |                                        |
| Minimaler Radius: | 290 m                  |                                        |                                        |
| Streckengeschwindigkeit: | 100 km/h               |                                        |                                        |
| Zweigleisigkeit: | —                      |                                        |                                        |
| |                        |                                        |                                        |
| \| \| \| von Cottbus Hbf \| \| \| \| \| Verbindungsbahn von Großenhain Berl Bf \| \| \| \| 0,226 \| Großenhain Cottb Bf \| 116 m \| \| \| \| Große Röder \| \| \| \| \| Berlin–Dresden \| \| \| \| 0,850 \| Röderneugraben (12 m) \| Röderneugraben (12 m) \| \| \| 3,10 \| Weißig–Böhla \| Weißig–Böhla \| \| \| \| von Leipzig Hbf \| \| \| \| 5,260 \| Priestewitz \| 146 m \| \| \| \| nach Dresden-Neustadt \| \| |                        |                                        |                                        |
| Strecke |                        | von Cottbus Hbf                        | von Cottbus Hbf                        |
| Abzweig geradeaus und von rechts |                        | Verbindungsbahn von Großenhain Berl Bf | Verbindungsbahn von Großenhain Berl Bf |
| Bahnhof | 0,226                  | Großenhain Cottb Bf                    | 116 m                                  |
| Brücke über Wasserlauf |                        | Große Röder                            | Große Röder                            |
| Kreuzung geradeaus unten |                        | Berlin–Dresden                         | Berlin–Dresden                         |
| Brücke über Wasserlauf | 0,850                  | Röderneugraben (12 m)                  | Röderneugraben (12 m)                  |
| Kreuzung geradeaus unten | 3,10                   | Weißig–Böhla                           | Weißig–Böhla                           |
| Abzweig geradeaus und von rechts |                        | von Leipzig Hbf                        | von Leipzig Hbf                        |
| Bahnhof | 5,260                  | Priestewitz                            | 146 m                                  |
| Strecke |                        | nach Dresden-Neustadt                  | nach Dresden-Neustadt                  |

Die Bahnstrecke Großenhain–Priestewitz ist eine eingleisige, elektrifizierte Hauptbahn in Sachsen, die ursprünglich durch die Zweigeisenbahngesellschaft zu Großenhain errichtet wurde. Sie verläuft von Großenhain nach Priestewitz und ist Teil der Fernverbindung von Cottbus nach Dresden. Die Strecke wird auch Selleriebahn genannt.

## Geschichte

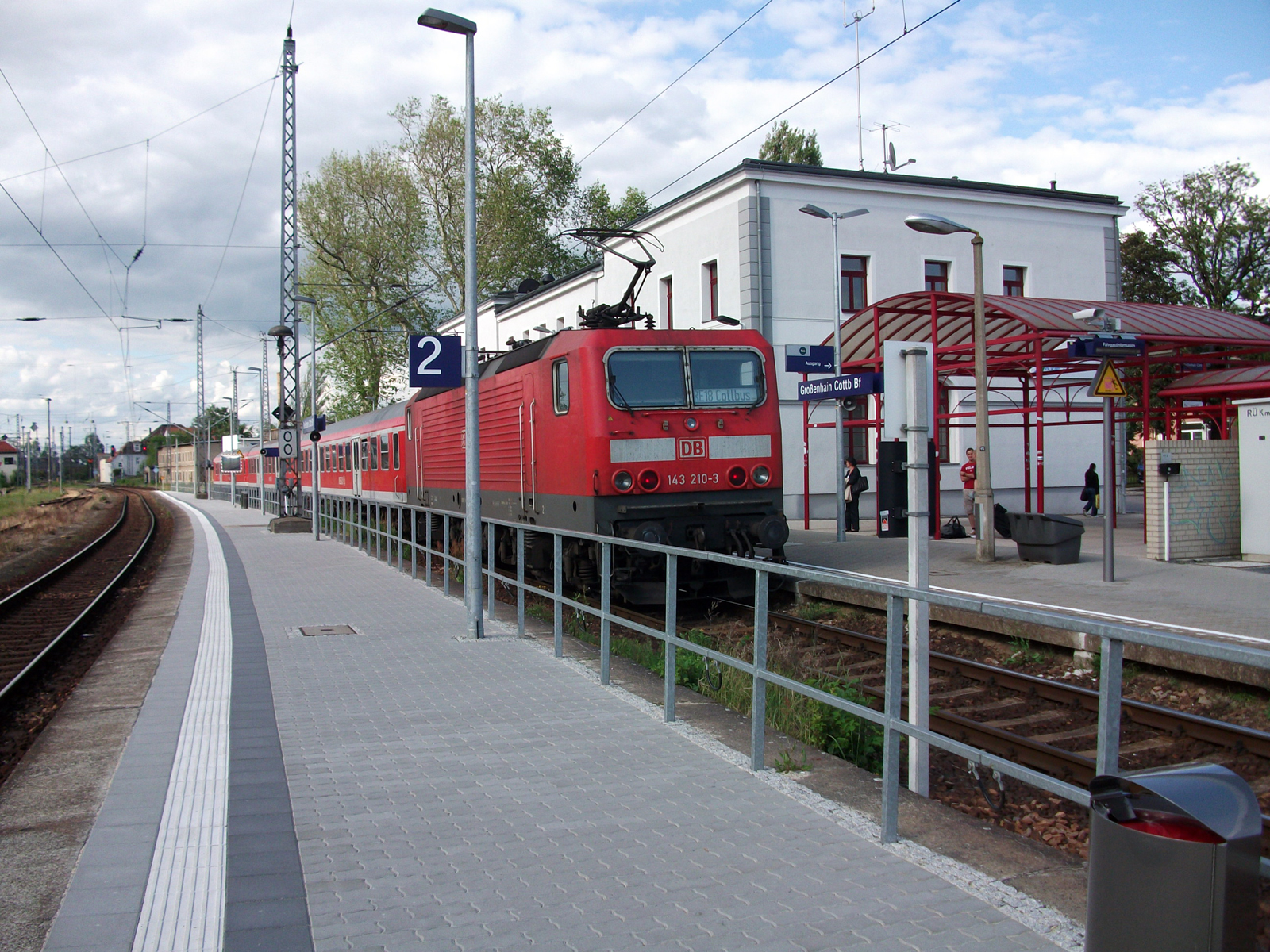
Regionalexpress nach Cottbus in Großenhain Cottb Bf (2010)

Großenhain wünschte sich schon frühzeitig einen Eisenbahnanschluss. Großenhainer Bürger gründeten deshalb 1861 eine Aktiengesellschaft zum Bau einer Zweigbahn vom Bahnhof Priestewitz der Leipzig-Dresdner Eisenbahn. Am 14. Oktober 1862 wurde die nur etwa fünf Kilometer lange Strecke eröffnet. Die Betriebsführung übernahm die Leipzig-Dresdner Eisenbahn-Compagnie (LDE) für Rechnung des Eigentümers.
Das benachbarte Königreich Preußen erteilte im Juni 1868 der Cottbus-Großenhainer Eisenbahn-Gesellschaft die Konzession für eine Weiterführung der bestehenden Strecke bis nach Cottbus. Dieses Vorhaben wurde am 15. August 1868 zwischen Sachsen und Preußen in einem Staatsvertrag gesetzlich fixiert. Preußen erhielt das Recht, die Fahrpläne und Tarife der neuen Bahn zu bestimmen. Sachsen bekam dafür einen Teil der erhobenen Steuern. Preußen erhielt zudem ein Vorkaufsrecht für die Strecke Großenhain–Priestewitz. Am 24. September 1868 erteilte auch Sachsen der neuen Gesellschaft die Konzession.
Die LDE war an der neuen Verbindung nach Preußen sehr interessiert. Die Erweiterung ihres Verkehrsgebietes nach Osten mit Anschluss an die geplanten Strecken der Halle-Sorau-Gubener Eisenbahn versprach gute Gewinne. Die LDE erwarb schließlich Aktien der Cottbus-Großenhainer Eisenbahngesellschaft im Wert von 1,5 Mio. Mark. Am 20. April 1870 wurde die neue Strecke in Betrieb genommen. Auch hier übernahm die LDE die Betriebsführung für Rechnung des Eigentümers. Seitdem ist die Strecke Großenhain–Priestewitz Teil einer durchgehenden Fernverbindung zwischen Dresden und Cottbus.
Am 1. Juli 1869 kaufte die LDE die Zweigeisenbahngesellschaft zu Großenhain. Damit gehörte die Strecke Großenhain–Priestewitz nun zum Netz der LDE.

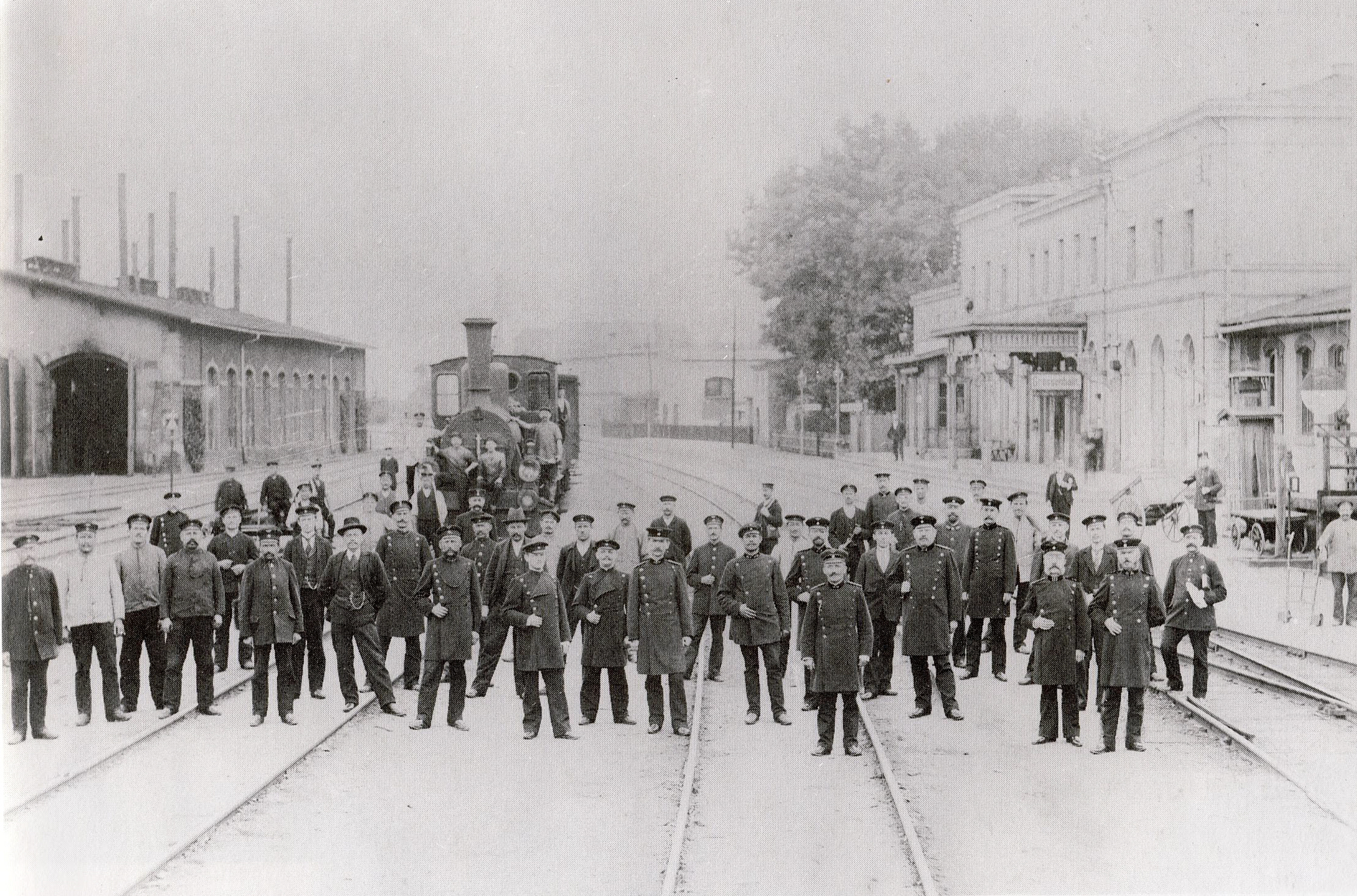
Großenhain Cottbuser Bahnhof (um 1900)

Mit der Eröffnung der Bahnstrecke Berlin–Dresden der Berlin-Dresdener Eisenbahn-Gesellschaft am 17. Juni 1875 hatte Großenhain nun zwei Bahnhöfe. Der bereits bestehende Bahnhof an der Strecke nach Cottbus wurde in Großenhain Cottbuser Bahnhof umbenannt, der neugebaute erhielt die Bezeichnung Großenhain Berliner Bahnhof. Die gleichzeitig in Betrieb genommene 920 Meter lange Verbindungsbahn diente dem Austausch von Güterwagen.
Am 1. Juli 1876 wurde die LDE verstaatlicht und die Strecke Großenhain–Priestewitz gehörte nun zum Netz der Königlich Sächsischen Staatseisenbahnen. Die preußische Anschlussstrecke ging dagegen erst am 1. September 1883 in Staatshand über. Sie gehörte fortan zum Netz der Preußischen Staatsbahn.
Am 31. Mai 1992 nahm die Deutsche Reichsbahn die Elektrifizierung der Strecke (Ruhland–)Großenhain–Priestewitz einschließlich der Verbindungskurve in Großenhain zwischen dem Cottbuser und dem Berliner Bahnhof in Betrieb.
Seit dem 15. Dezember 2002 verkehren alle Regionalzüge in der Relation Elsterwerda–Dresden über die Strecke Großenhain–Priestewitz und die seit 1875 bestehende Verbindungskurve zwischen beiden Großenhainer Bahnhöfen. Der Berliner Bahnhof an der Strecke Berlin–Dresden wurde als Reisezughalt aufgelassen. Im Jahr 2011 wurde die Strecke Großenhain–Priestewitz von den Regionalexpresslinien der Relationen Elsterwerda–Dresden, Cottbus–Dresden und Hoyerswerda–Dresden genutzt. Der Güterverkehr ist von untergeordneter Bedeutung.

## Streckenbeschreibung

### Verlauf
Die Strecke Großenhain–Priestewitz hat ihren Bahnhof in Großenhain westlich des historischen Stadtzentrums. Von dort verläuft sie fast geradlinig durch die Großenhainer Pflege südwärts, immer parallel zur Bundesstraße 101. Nach etwa drei Kilometern unterquert sie die im Dezember 2010 in Betrieb genommene Bahnstrecke Weißig–Böhla. In den Bahnhof Priestewitz mündet die Strecke im Linksbogen von Nordwesten ein.

### Betriebsstellen
Großenhain Cottb Bf

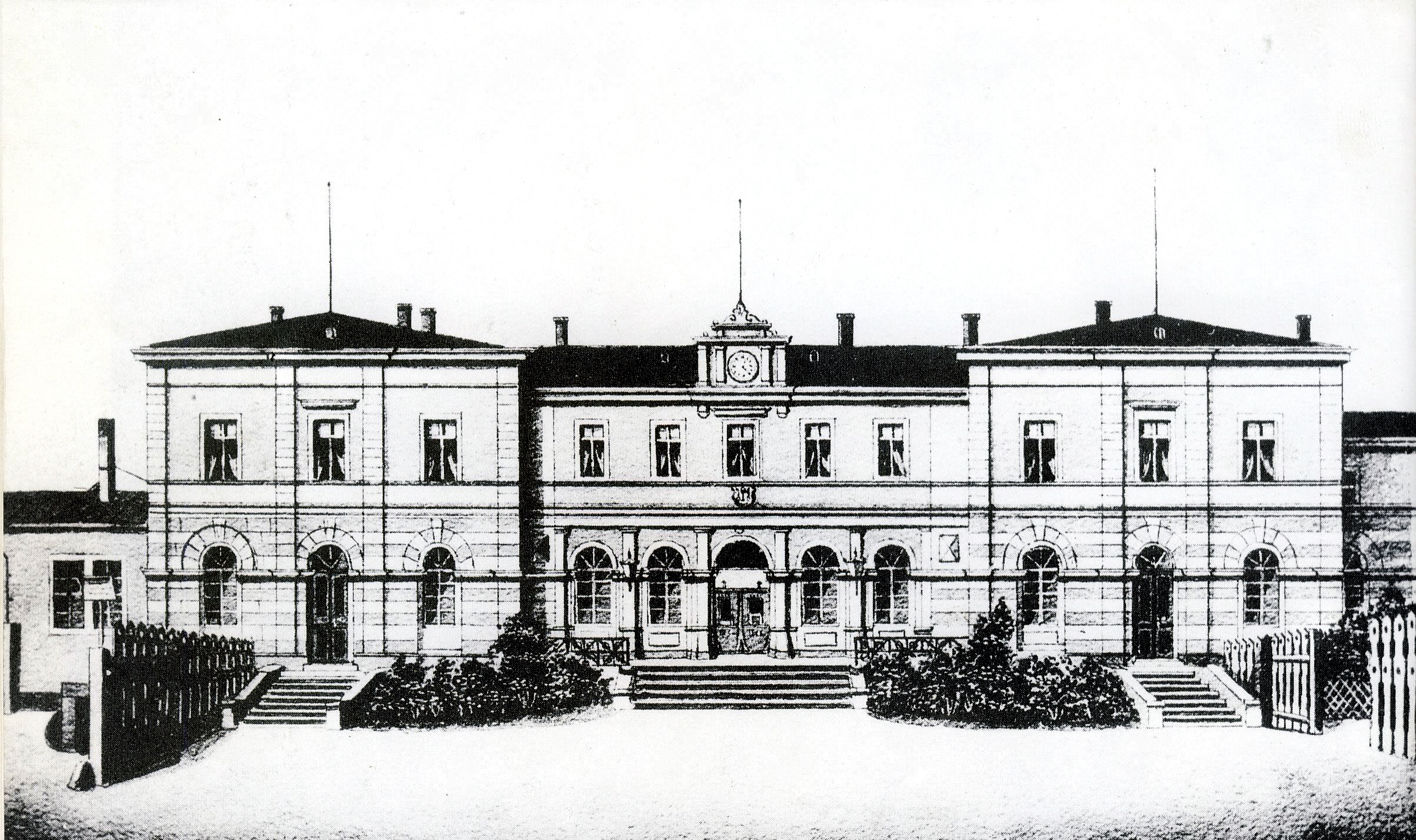
Bahnhof Großenhain Cottb Bf (1870)

Der heutige Cottbuser Bahnhof in Großenhain wurde 1862 durch die Zweigeisenbahngesellschaft zu Großenhain als Endpunkt ihrer Strecke eröffnet.
Bedingt durch seine stadtnahe Lage wurde der Bahnhof durch den Verkehrsverbund Oberelbe nach 2002 zur regionalen Schnittstelle zwischen Eisenbahn- und Busverkehr ausgebaut.
Priestewitz

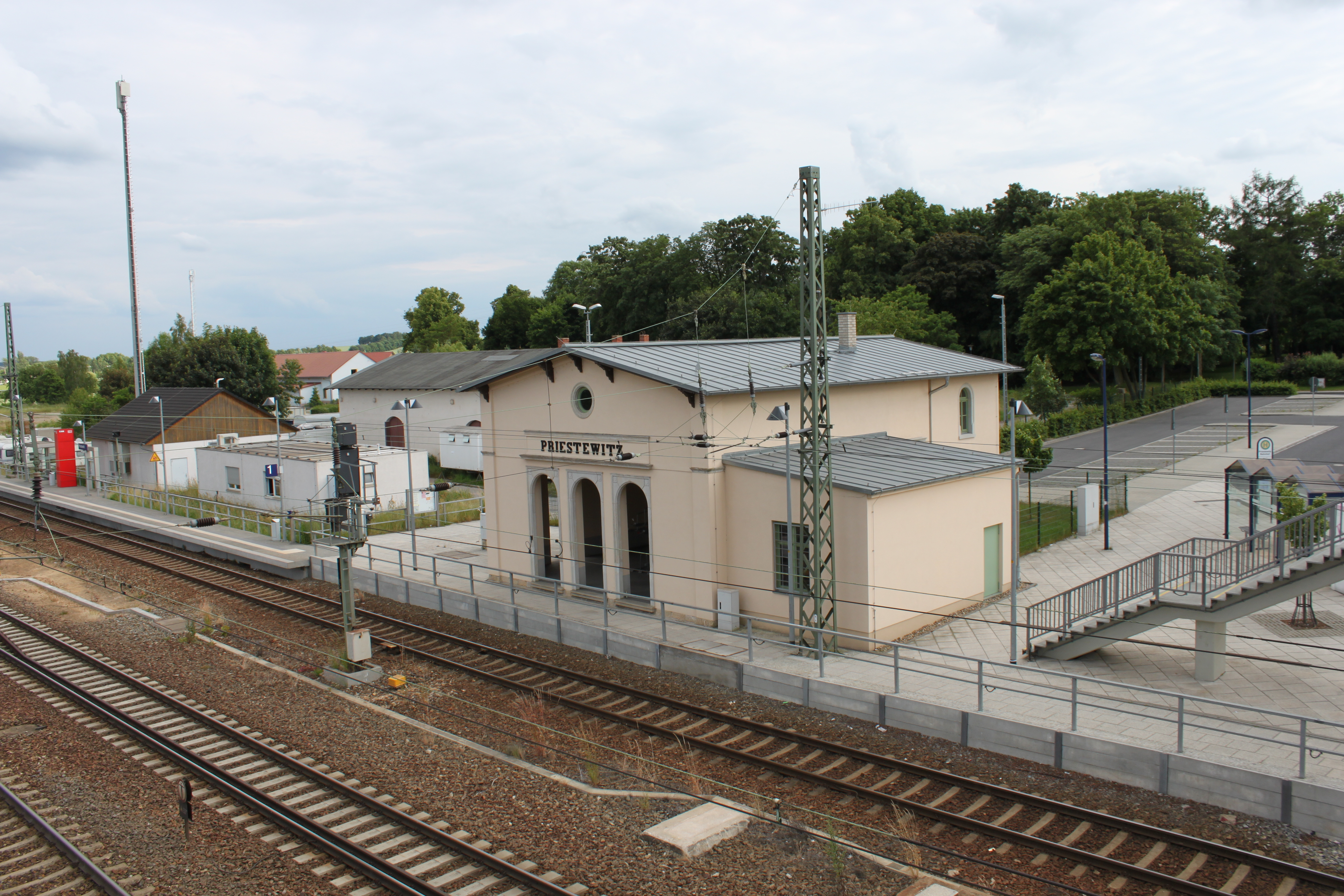
Bahnhof Priestewitz (2010)

Der Bahnhof Priestewitz wurde am 9. April 1839 im Zuge des Baues der ersten deutschen Ferneisenbahn – der Strecke Leipzig–Dresden – eröffnet. Eingerichtet wurde er wegen seiner geografischen Nähe zu den wichtigen Städten Meißen und Großenhain, die erst rund zwei Jahrzehnte später eigene Eisenbahnanschlüsse erhielten.
Seit dem Bau der Verbindung Großenhain–Priestewitz ist Priestewitz ein Abzweigbahnhof. Bedeutung hat er heute nur noch als Umsteigeknoten im Regionalverkehr. Die Güterverkehrsanlagen wurden nach 1990 zurückgebaut.

## Fahrzeugeinsatz
Die Deutsche Reichsbahn setzte bis zur Elektrifizierung auf dieser Strecke Lokomotiven der Baureihen 106 (Einsatzstelle Großenhain), 118 (Bw Kamenz und Cottbus), 110 (Bw Cottbus) und 132 (Bw Cottbus und Frankfurt/Oder) ein. Nachfolgend wurden insbesondere E-Loks der Baureihe 143 (ex243) vom Bh Dresden und Cottbus eingesetzt.
Seit Betriebsaufnahme des Elbe-Elster-Netzes, das seit Juni 2013 von DB Regio Nordost betrieben wird, verkehren auf dieser Strecke Triebwagen des Typs Bombardier Talent 2 sowie mit Elektrolokomotiven bespannte Doppelstockzüge.